# Rory Sutherland (Radrennfahrer)
1. WEITERLEITUNG Rory Sutherland (Radsportler)